# Wemaers-Cappel
Wemaers-Cappel, westflämisch: Wemoars-Kapel, ist eine französische Gemeinde mit 229 Einwohnern (Stand: 1. Januar 2022) im Département Nord in der Region Hauts-de-France. Sie gehört zum Arrondissement Dunkerque und ist Mitglied im Gemeindeverband Cœur de Flandre Agglo. Die Bewohner werden Wemaers-Cappelois und Wemaers-Cappeloises genannt.

## Geografie

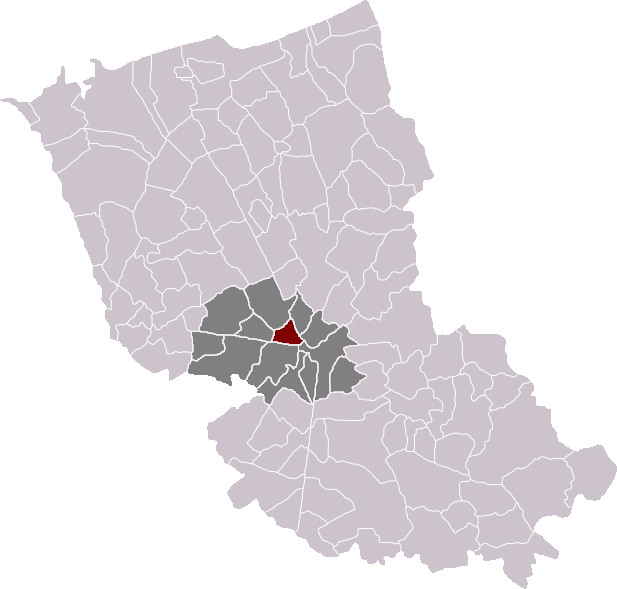
Lage von Wemaers-Cappel im Arrondissement Dunkerque

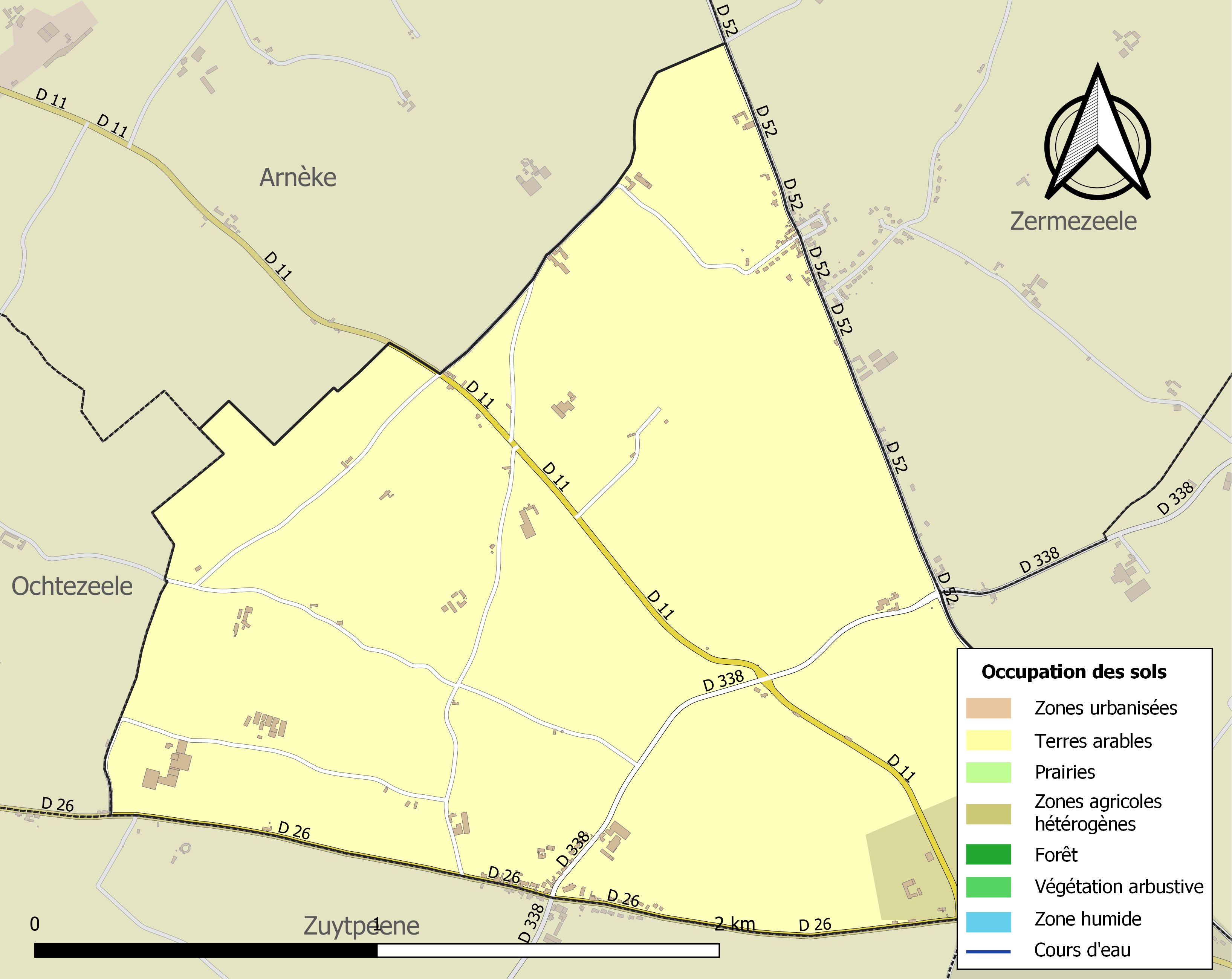
Bodennutzung, Hydrografie und Infrastruktur der Gemeinde (2018)

Wemaers-Cappel liegt in Französisch-Flandern, etwa 26 Kilometer südsüdöstlich von Dünkirchen und etwa 49 Kilometer nordwestlich von Lille am westlichen Rand der Hügelkette Monts de Flandre in der Région naturelle Houtland. Die Gemeinde wird von den zeitweise trockenfallenden Flüsschen Wemaers-Cappel, Zuytpeene, Rue du Midi und verschiedenen kleineren Bächen entwässert. Das Zentrum liegt auf einer Höhe von etwa 35 m. Das Gemeindegebiet ist größtenteils flach, steigt jedoch im Südosten auf über 75 m an.
Nahezu die gesamte Fläche der Gemeinde wird landwirtschaftlich genutzt (Stand: 2018).
Wemaers-Cappel grenzt im Nordosten an Zermezeele, im Osten an Hardifort, im Südosten an Cassel, im Süden an Zuytpeene, im Westen an Ochtezeele und im Nordwesten an Arnèke.

## Bevölkerungsentwicklung
| Jahr                       | 1962 | 1968 | 1975 | 1982 | 1990 | 1999 | 2006 | 2013 | 2020 |
| -------------------------- | ---- | ---- | ---- | ---- | ---- | ---- | ---- | ---- | ---- |
| Einwohner                  | 254  | 255  | 198  | 198  | 186  | 230  | 251  | 251  | 246  |
| Quellen: Cassini und INSEE |      |      |      |      |      |      |      |      |      |

## Sehenswürdigkeiten
- Kirche Saint-Martin, seit 1947 als Monument historique eingeschrieben. Sie birgt zahlreiche Ausstattungsgegenstände, die in der Base Palissy gelistet sind, darunter eine große Anzahl, die als Monument historique der beweglichen Objekte klassifiziert sind.
- Wasserturm

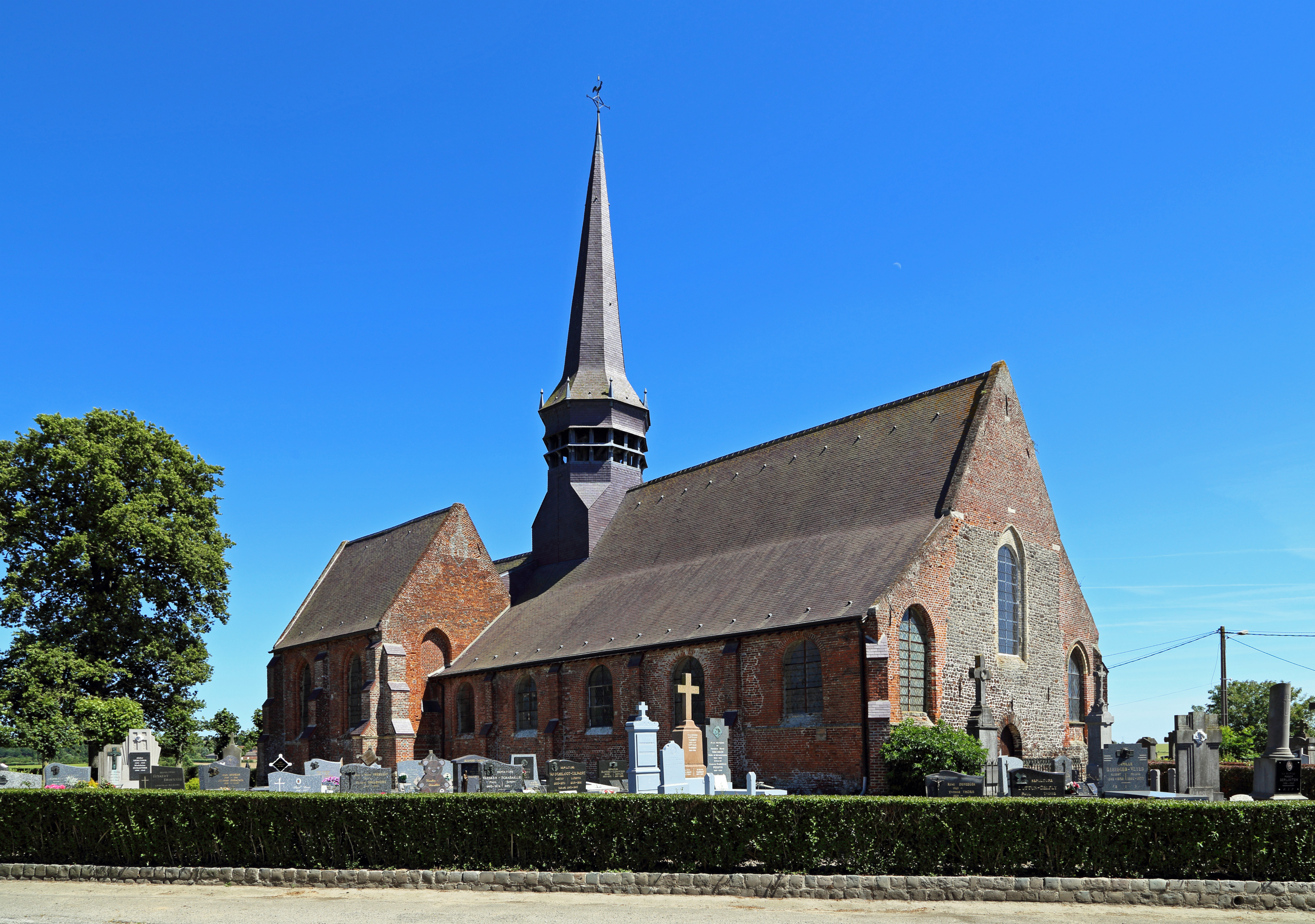
Kirche Saint-Martin
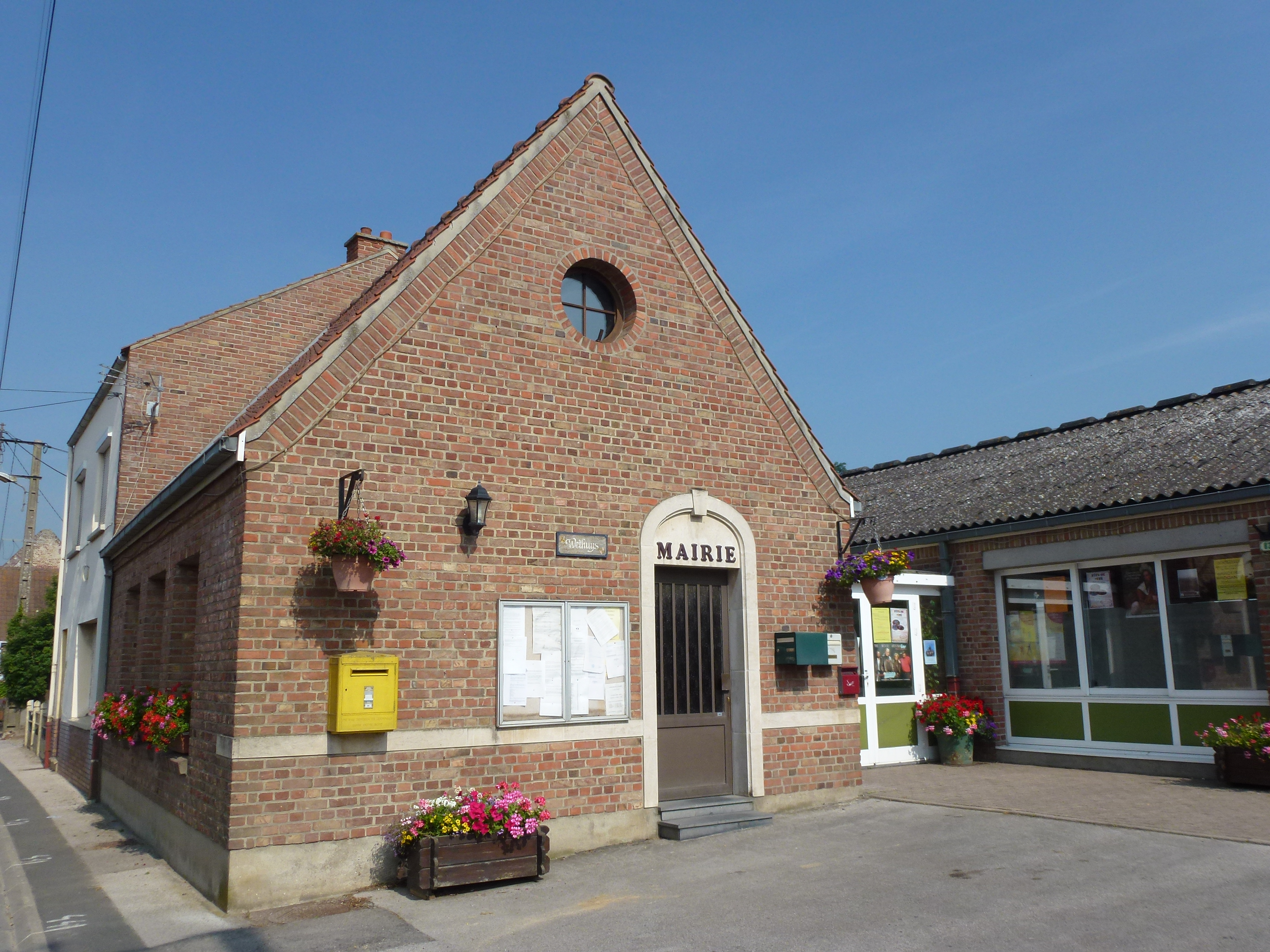
Bürgermeisteramt (Mairie)
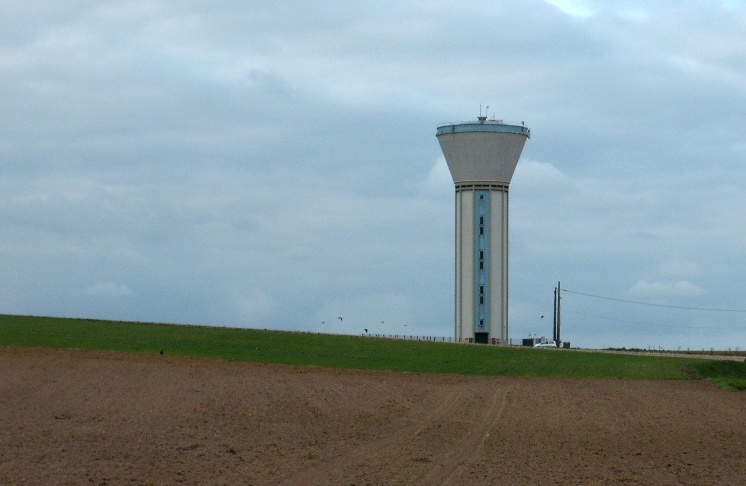
Wasserturm
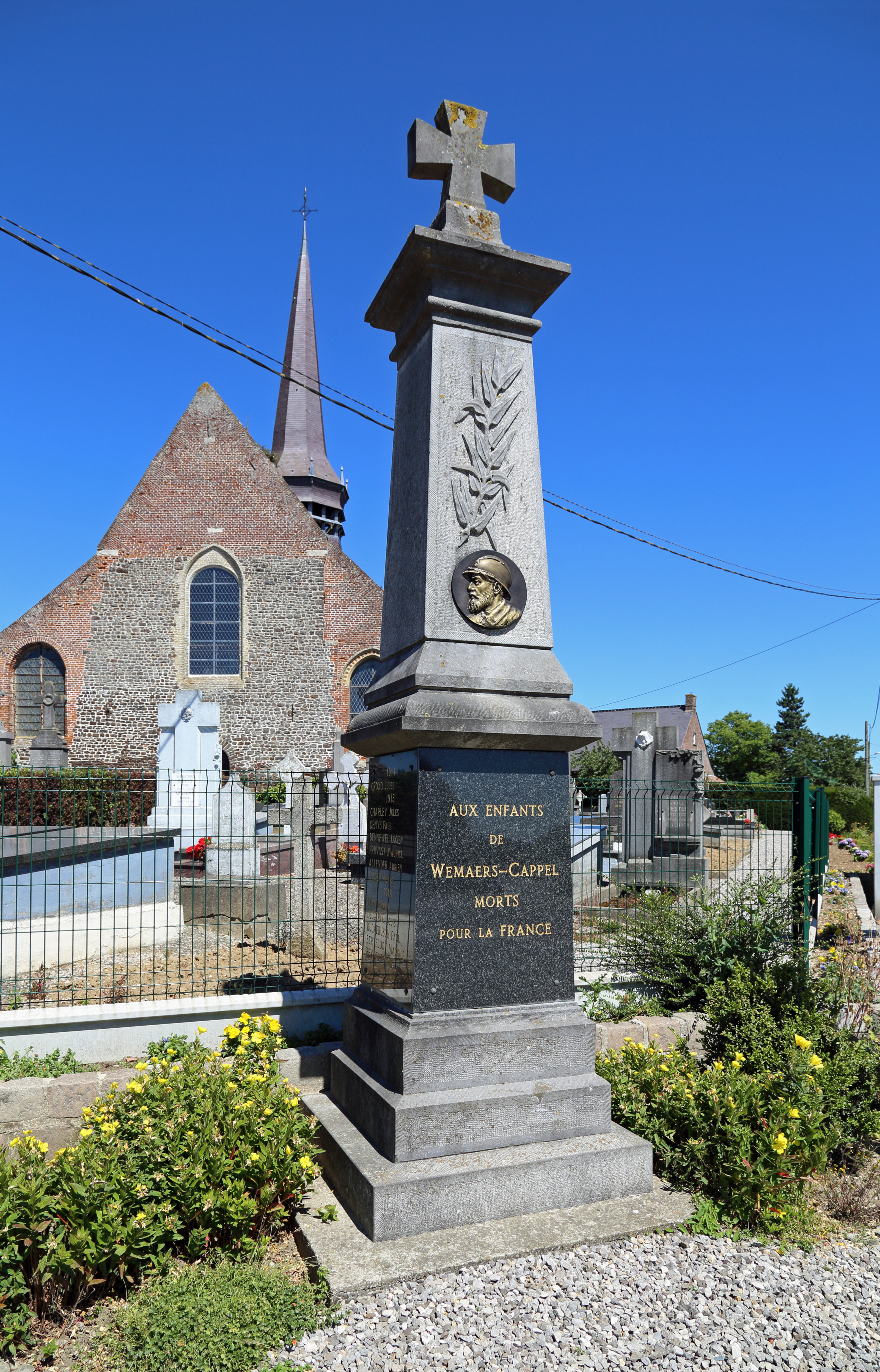
Gefallenendenkmal

## Verkehr
Wemaers-Cappel liegt abseits größerer Verkehrsachsen. Die Departementsstraße D 26 von Watten nach Cassel verläuft entlang der südlichen Gemeindegrenze. Die Departementsstraße D 11 führt in nordwestlicher Richtung zur Küste nach Gravelines. Die nachgeordnete D 52 folgt auf der östlichen Gemeindegrenze der Trasse einer ehemaligen Römerstraße in Richtung Dünkirchen. Die nachgeordnete D 338 verbindet das Zentrum mit Zuytpeene im Süden und mit Hardifort im Osten.